# Sami Naïr
Sami Naïr (ur. 23 sierpnia 1946 w Tilimsanie) – francuski filozof, nauczyciel akademicki i polityk algierskiego pochodzenia, eurodeputowany V kadencji.

## Życiorys
Ukończył w 1973 studia z zakresu filozofii politycznej na jednym z uniwersytetów w Paryżu. Również w tym mieście uzyskał doktorat z zakresu literatury i nauk humanistycznych. Zawodowo związany z Université Paris-VIII jako profesor nauk politycznych. Wykładał gościnnie również na uczelniach zagranicznych. Jest autorem prac socjologicznych i politologicznych, tj. Lucien Goldman ou la dialectique de la totalité (1973), Machiavel et Marx: du fétichisme du pouvoir à la passion du social (1984), L'immigration expliquée à ma fille (1999), El peaje de la vida (2000) i inne.
W latach 90. został działaczem Ruchu Obywatelskiego, przekształconego później w Ruch Obywatelski i Republikański, który założył Jean-Pierre Chevènement. Obejmował funkcje wiceprzewodniczącego i sekretarza krajowego tych ugrupowań. Od 1997 do 1998 był doradcą lidera tej partii, gdy ten sprawował urząd ministra spraw wewnętrznych. Później przez rok zajmował stanowisko urzędnika międzyresortowego ds. współpracy.
W wyborach w 1999 z ramienia koalicji PS-PRG-MDC jako przedstawiciel trzeciego z tych ugrupowań uzyskał mandat posła do Parlamentu Europejskiego V kadencji. Należał do Konfederacyjnej Grupy Zjednoczonej Lewicy Europejskiej i Nordyckiej Zielonej Lewicy, pracował w Komisji Spraw Zagranicznych, Praw Człowieka, Wspólnego Bezpieczeństwa i Polityki Obronnej. W PE zasiadał do 2004, powracając do działalności naukowej. W 2015 jako ekspert współtworzył program wyborczy Hiszpańskiej Socjalistycznej Partii Robotniczej.